# Bostrychia carunculata
L'ibis caruncolato (Bostrychia carunculata Rüppell, 1837) è un uccello della famiglia dei Treschiornitidi. È endemico dell'acrocoro etiopico ed è diffuso unicamente in Etiopia ed Eritrea.

## Descrizione
Si tratta di un grosso ibis dal piumaggio scuro con macchie bianche sulla regione scapolare ed occhi bianchi. Dalla base del largo becco pende una sottile caruncola. Queste due caratteristiche, così come la mancanza di una linea bianca sul petto, distinguono questa specie da un suo parente stretto, l'ibis hadada (Bostrychia hagedash). La lunghezza media è sui 60 cm.

## Distribuzione e habitat
Può essere rinvenuto in ogni area dell'acrocoro etiopico ad altitudini che vanno dai 1500 m fino alle più elevate brughiere a 4100 m. È stato inoltre avvistato anche lungo le coste dell'Eritrea. Predilige i prati e le zone limitrofe ai fiumi dell'altopiano. Viene spesso rinvenuto in località rocciose e falesie (dove trascorre la notte e nidifica), ma anche in aperta campagna, nelle aree coltivate, nei parchi cittadini e nelle foreste miste di olivo (Olea africana) e ginepro (Juniperus procera). Si è inoltre ben adattato ai paesaggi antropici e alle loro particolari condizioni; durante la stagione delle piogge può essere visto nei giardini degli hotel del centro di Addis Abeba. L'ibis caruncolato è una specie comune e, in taluni luoghi, perfino abbondante.

## Biologia

### Comportamento
L'ibis caruncolato è una specie gregaria, che spesso si raduna in gruppi di 30-100 individui, ma può essere visto anche alimentarsi da solo o in coppia. Va in cerca di cibo nelle distese erbose aperte, nelle paludi, nelle brughiere alpine aperte, nei terreni coltivati e nelle radure delle foreste. Mentre è in cerca di cibo cammina metodicamente, tastando con regolarità il suolo con il becco. Si nutre di vermi, larve di insetto e piccoli invertebrati, ma all'occasione anche di rane, serpenti e topi. Talvolta può essere visto in compagnia degli animali domestici, mentre fruga nei loro escrementi in cerca di coleotteri. Trascorre la notte da solo o in coppie sugli alberi, o in gruppo sulle falesie rocciose, spesso negli stessi siti dove si radunano le colonie riproduttive. L'ibis caruncolato è prevalentemente sedentario, e intraprende solamente brevi spostamenti locali e altitudinali.

### Riproduzione
Di solito l'ibis caruncolato nidifica in colonie piccole o grandi sulle falesie rocciose, sopra cespugli appesi alle pareti, ma è stato visto anche nidificare singolarmente sulla cima degli alberi o sulle sporgenze degli edifici. Pochi animali nidificano in colonie al di sopra dei 3000 m, mentre quelli che nidificano alle quote più inferiori (1800–2000 m) sono quelli che si radunano in colonie sugli alberi intorno al lago Awasa. Sulle montagne di Bale vi sono colonie riproduttive di 500 o più uccelli. Il nido è costituito da una piattaforma di rami e ramoscelli foderata all'interno con erba e strisce di corteccia; talvolta, nelle aree più elevate e fredde, i nidi sono rivolti verso est per catturare meglio il calore del sole mattutino. L'ibis caruncolato nidifica da marzo a luglio e, occasionalmente, in dicembre, durante la stagione secca. Depone due o tre uova dal guscio ruvido, di colore bianco sporco.

## Conservazione
Non è stata riscontrata alcuna riduzione nel numero degli esemplari, né la presenza di particolari fattori di minaccia. Di conseguenza, la specie non è considerata a rischio, dal momento che la popolazione è piuttosto numerosa.